# Casa-Museu Maria da Fontinha
A Casa-Museu Maria da Fontinha, é um museu de arte construído durante os anos de 1982 e 1984 pela associação literária de Além do Rio, Castro Daire, Portugal. Situa-se num local de beleza deslumbrante. Do edifício vêem-se dezenas de aglomerados populacionais, predominando os verdes dos montes, os amarelos vivos dos tojos e giestas, os roxos e lilases das urzes e dos rosmaninhos e todo o Vale do Paiva.
Através da Casa-Museu Maria da Fontinha estreitam-se cada vez mais as relações com os Artistas Plásticos do Brasil e com Instituições Culturais que os representam. Tal movimento vai, por todos os meios disponíveis, ser incrementado, para enriquecimento do Belo, da Arte, da Beleza, e das relações entre o Brasil e Portugal.

## Acervo
Do seu acervo constam cerca de 700 Artistas, entre eles, originais de:
- Soares dos Reis
- Anderson Cesar
- Teixeira Lopes
- Jorge Barradas
- António Paiva
- Delfim Maya
- José Rodrigues
- António Duarte
- António Santos e muitos outros,

Escultores:
- Malhoa
- Sousa Pinto
- Smith
- Cândido da Cunha
- Carlos Reis
- Silva Porto
- Columbano
- Alves Cardoso
- Abel Salazar
- Manuel Filipe
- Rezende
- Anunciação
- Domingos Sequeira
- Vieira da Silva
- Arpad Szenes
- João Vilaret
- António Saúde
- Eduardo Viana
- Dali
- Lozano
- António Carneiro
- Di Cavalcanti
- Glauco Chaves
- Cordélia Andrade, e muitos outros, pintores.

Estão ali representados, hoje, mais de 170 Autores Brasileiros. Em 2000, levou a efeito dez grandiosas exposições, compostas de 500 peças (pintura, escultura, “vária”), do Brasil, em 10 cidades do País, com o tema “BRASIL 500 ANOS”, as quais foram em todos os locais muito apreciadas.

## Reconhecimentos
Possui as medalhas dos Concelhos de Castro Daire, Batalha, Figueiró dos Vinhos e das Cidades de Pinhel, Leiria, do Embaixador Jean Dawalibi, da Ordem dos Advogados, da Casa-Museu Rosália de Castro; Galardão da Sociedade Artística e Musical de Pousos, do Rancho da Região de Leiria, da Casa do Minho do Rio de Janeiro, do Coral do BNU, da Tertúlia Vimaranense (Cidade de Guimarães). Tem sido muitas vezes ao longo da sua existência divulgada em revistas e jornais.